# Szardínia (hal)
A szardínia (Sardina pilchardus) a sugarasúszójú halak (Actinopterygii) osztályának heringalakúak (Clupeiformes) rendjébe, ezen belül a heringfélék (Clupeidae) családjába tartozó faj. Nevük a latin sardina szóból származik, az -ia végződés Szardínia szigete nevének hatására jött létre, de a legendával ellentétben semmi köze nincs az olasz szigethez. A szardínia név valójában több különböző fajt is takar. A WHO kódex összesen 21 fajt ért a „szardínia konzerv” címszó alatt.

## Előfordulása
Természetes élőhelye az Atlanti-óceán északkeleti részétől egészen Szenegálig terjed. Megtalálható továbbá a Földközi és Fekete-tengerben is. Nagy rajokban fordul elő.

## Megjelenése
Maximum 25 cm nagyságú tengeri hal. A szardíniára jellemző a keskeny, hosszúkás, ovális teste.

## Életmódja
Halikrával, lárvákkal, illetve apróbb rákokkal táplálkozik.

## Egyéb
A szardíniát leggyakrabban az ismert olajban eltett szardínia konzerv formájában fogyasztják, ahol a kisebb halakat használják. Portugáliában a szardíniát grillezik, itt nagyobb, kb. 20 cm-es halakat fogyasztanak. A boltokban árult "szardínia" sokszor valójában spratt vagy hering. A jó minőségű konzervben a halak fejét és kopoltyúját eltávolítják.